# Francesco Groggia
Francesco Groggia (Roma, 1972) è un traduttore, saggista e drammaturgo italiano, specialista di letterature slave (polacco e russo).
Ha pubblicato saggi e articoli di letteratura, cinema e musica jazz per quotidiani nazionali (la Repubblica, Il Mattino, Alias) e riviste specialistiche, oltre ad aver insegnato all'Università di Lublino e al Collége International di Strasburgo. 
Per la letteratura polacca, dopo essersi dedicato all'opera di Stanisław Lem, si è rivolto al teatro e alla poesia del Novecento, traducendo e curando volumi di Julia Hartwig, Jacek Napiórkowski e Jarosław Iwaszkiewicz. Nel 2008, la poetessa premio nobel Wisława Szymborska gli ha concesso una delle sue rare interviste (“I paradossi della poesia”, la Repubblica, 7 aprile 2008). In narrativa, Groggia si è dedicato alla rielaborazione di fiabe e leggende tradizionali polacche, mentre in teatro è autore, tra l'altro, dello spettacolo Con la penna e con la spada, un excursus sull'arte del duello messo in scena con il gruppo Carme, da lui fondato insieme all'attore e regista Massimiliano Cutrera, specializzato nell'unione tra teatro e scherma storica. Come poeta ha esordito nel 2007 sulla rivista polacca Nowa Okolica Poetów, tradotto da Jarosław Mikołajewski. 

## Narrativa
- La sirena di Varsavia, Ed.Tricromia, Roma 2011. Testo di Francesco Groggia. Illustrazioni di Cristiana Cerretti
- L'anatra d'oro, Agora, Ist. Pol. Roma-Varsavia 2008. Testo di Francesco Groggia. Illustrazioni di Agnieszka Zelewska
- Il drago di Cracovia, Agora, Ist. Pol. Roma-Varsavia 2008. Traduzione e adattamento di Francesco Groggia. Illustrazioni di Elzbieta Wasiuczynska
- Il drago di K e altre fiabe polacche, Locomoctavia Audiolibri 2019, narrato da Daniele Fior, illustrazioni di Manuele Fior, musica di Guappecartó, testi di Francesco Groggia e Grzegorz Kasdepke,

## Teatro
- Con la penna e con la spada, testi di Francesco Groggia, regia di Massimiliano Cutrera. Prima: 17 agosto 2011, rassegna Giffoni Teatro, Giffoni Valle Piana.
- Podulak, testi di Francesco Groggia, regia di Massimiliano Cutrera.
- Il mago furioso, testi di Francesco Groggia, regia di Massimiliano Cutrera. Prima: 6 gennaio 2015, Museo di Roma – Palazzo Braschi.[1]

## Traduzioni in volume
- Aleksander Wat, Lume oscuro, a cura di Luigi Marinelli, traduzioni di Luigi Marinelli, Massimiliano Cutrera e Francesco Groggia, Lithos, Roma 2001. ISBN 978-88-89604-19-9
- Jacek Napiórkowski, Angelo non cadere - Aniele nie upadaj, traduzione di Francesco Groggia, Podkarpacki Instytut Książki i Marketingu, Rzeszów 2008. ISBN 978-83-89891-74-7
- Julia Hartwig, Lampi, a cura di Francesco Groggia, Scheiwiller, Milano, 2008. ISBN 978-88-7644-572-9
- Jarosław Iwaszkiewicz, La mappa del tempo, a cura di Francesco Groggia, Ponte Sisto, Roma 2010. ISBN 978-88-95884-32-5
- Jarosław Iwaszkiewicz, Un sogno di fiori e bagliori. Giorni in Sicilia, traduzione di Francesco Groggia, Mesogea, Messina2013. ISBN 978-88-469-2105-5
- Stanisław Lem, L'Invincibile, traduzione di Francesco Groggia, Nota di Francesco M. Cataluccio, Collana La memoria, n. 1173, Sellerio, Palermo 2020, ISBN 978-88-389-4095-8
- Jarosław Mikołajewski, Il viaggio di Nabu, traduzione di Francesco Groggia, Mesogea, Messina 2021, ISBN 978-88-4692200-7
- Tadeusz Kantor, Scritti II 1975-1984, traduzioni di Luigi MarinellI e Francesco Groggia, Editoria & Spettacolo, Spoleto 2021. ISBN 8832068389

## Traduzioni di teatro e di cinema
- La clessidra animata. Il cinema di Wojciech Has (a cura di Francesco Groggia), Roma, Ed. Ist. Pol, 2007. Archiviato il 4 marzo 2016 in Internet Archive.
- Ireneusz Iredynski, Addio, Giuda
- Janusz Krasinski, La forca, ovvero la morte a rate
- Stanisław Grochowiak, Le paure del mattino
(per la rassegna “Le vite prigioniere”, novembre 2009) Spettacoli teatrali dal al Belli di Roma, su Teatro.it. URL consultato l'8 ottobre 2020 (archiviato dall'url originale il 22 marzo 2016).
- Amanita Muskaria, Il viaggio a Buenos Aires (per la rassegna Trend 2009)
- Małgorzata Hendrykowska, La seconda guerra mondiale nel cinema polacco, Wydawnictwo Naukowe UAM, Roma Ed.Ist. Pol. 2009. ISBN 978-83-232-2051-0